# 스즈키 마리코
스즈키 마리코(일본어: 鈴木 麻里子 すずき まりこ[*], 1970년 1월 30일 ~ )는 일본의 여성 성우. 소속은 아오니 프로덕션. 도쿄도 출신.

## 출연작

### 애니메이션
- 게게게의 키타로(제4작) - 베이비 도로타보, 니로온나, 여성B(18화), 요시코(31화)
- 센티멘탈 져니 - 사와타리 호노카
- 원피스 - 무스의 모친, 교로, 보아 마리골드 등
- 시작의 일보 - 인터뷰어
- 샤먼킹(2001) - 종업원
- 암스 - 샤리 로즈웰
- 성 루미너스 여학원 - 셸 링포드
- 천지무용GXP - 아마네 카우낙
- 동경 언더그라운드 - 사회자
- 에어마스터 - 타키가와 유우
- 건퍼레이드 마치 - 우이치타 사라사
- 그린그린 - 이이노 치구사
- 포포탄 - B코
- 마탐정로키 라그나로크 - 울드
- 유메리아 - 네이트
- 최유기 RELOAD GUNLOCK - 소녀
- 택틱스 - 코토에
- 디어스 - 이쿠하라 하루미
- 천상천하 - 오캇파
- 라그나로크 THE ANIMATION - 지르터스
- 제노사가 THE ANIMATION - 코스모스
- 블랙잭 - 여성환자
- 명탐정 코난 - 히메미야 텐코
- 금색의 코르다 - 키시다 선생
- 블랙잭21 - 웨이트리스
- 명탐정 코난 - 나카가와 치아키
- 은혼 - 카와사키 미치코
- 슈퍼로봇대전 OG 디 인스팩터 - 에키드나 이사키/W16
- 이 미술부에는 문제가 있다! - 우사미 미즈키의 엄마

### 게임
- 갓이터2 - 캐릭터 보이스(여성) 18번
- 닌자 가이덴 2 - 아이린 루
  - 데드 오어 얼라이브 디멘션즈 - 아이린 루
  - 닌자 가이덴 3 레이저스 엣지 - 아이린 루
- 더 킹 오브 파이터즈 EX2 하울링 블러드 - 카가미 준
- 록맨 X 커맨드 미션 - 마리노
- 그것은 흩날리는 벚꽃처럼 - 모리 아오바
- 약속의 땅 리비에라 - 마리스
- 악마성 드라큘라 갤러리 오브 라비린스 - 스텔라 리카드, 로레타 리카드
- 전국무쌍 - 노히메
- 제노블레이드 크로스 - 주인공 일본풍 타입
- 제노사가 시리즈 - KOS-MOS, T-elos
- 타임 크라이시스 4 - 엘리자베스 콘웨이